# Hladov
Hladov är en ort i Tjeckien.   Den ligger i regionen Vysočina, i den centrala delen av landet, 130 km sydost om huvudstaden Prag. Hladov ligger 658 meter över havet och antalet invånare är 119.
Terrängen runt Hladov är huvudsakligen platt, men västerut är den kuperad. Hladov ligger uppe på en höjd. Runt Hladov är det ganska glesbefolkat, med 34 invånare per kvadratkilometer. Närmaste större samhälle är Třebíč, 19,6 km öster om Hladov. Trakten runt Hladov består till största delen av jordbruksmark.